# گل‌کوب وزوزک
گل‌کوب وزوزک (نام علمی: Dicaeum hypoleucum) نام یک گونه از سرده گل‌کوب‌های اصلی است.